# Campeonato Roraimense de Futebol de 1999
O Campeonato Roraimense de Futebol de 1999 foi a 44.ª edição do futebol de Roraima, contou com seis clubes e teve como campeão o Baré. O único desistente foi o São Raimundo.

## Formato e participantes
O formato da competição foi o seguinte: as equipes se enfrentariam em jogos de turno e returno, onde os quatro melhores colocados avançariam ao quadrangular, na qual os dois primeiros avançariam à final, disputada em ida e volta, sagrando-se campeão quem tivesse maior saldo de gols no agregado. Abaixo, as equipes participantes:
- Atlético Roraima (Boa Vista)
- Baré (Boa Vista)
- GAS (Boa Vista)
- Náutico (Boa Vista)
- Progresso (Mucajaí)
- Rio Negro (Boa Vista)

## Resultados

### Segunda fase
^  O Rio Negro tem a vantagem de 1 ponto por terminar líder do grupo na primeira fase.

### Finais
| 19 de Junho | Baré | 1 - 1 | Rio Negro |  |
|             |      |       |           |  |

| 27 de Junho | Rio Negro | (3) 3 - 3 (4) | Baré |  |
|             |           |               |      |  |